# Cala Morlanda
Cala Morlanda ist eine kleine Bucht und eine nach dieser benannte Siedlung (Urbanització) im Osten der spanischen Baleareninsel Mallorca. Sie befindet sich im nordöstlichen Teil des Gemeindegebietes von Manacor.

## Meeresbucht Cala Morlanda

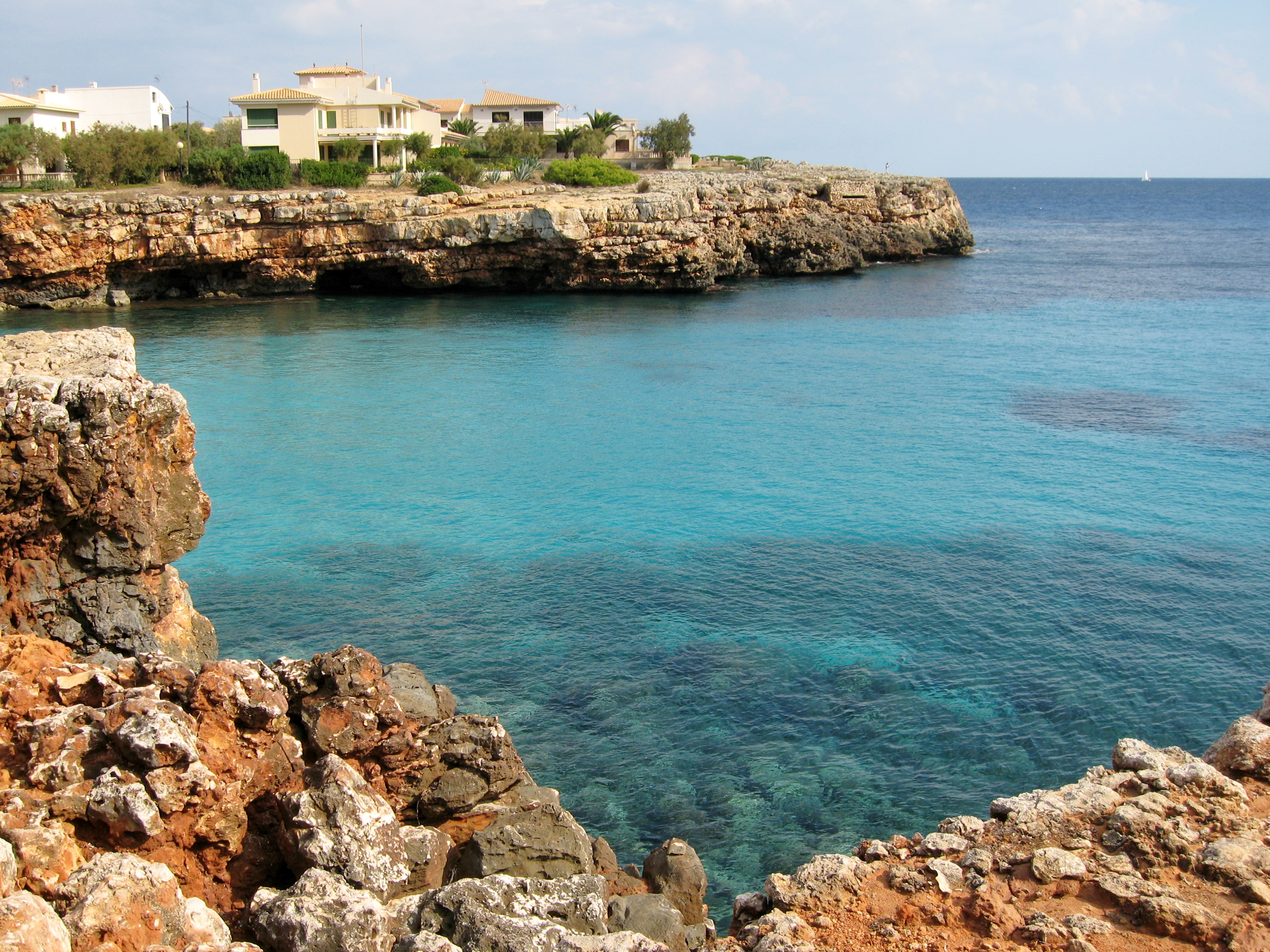
Punta de sa Roca

Die Bucht der Cala Morlanda ist ein felsiger Meereseinschnitt südlich des Touristenortes S’Illot zwischen dem nordöstlichen Kap Punta de sa Roca und dem Kap Punta Rasa im Südwesten. Sie reicht etwa 300 Meter ins Landesinnere, bei einer Breite von ebenfalls etwa 300 Metern. Während sich auf dem nördlich angrenzenden Gebiet die Siedlung Cala Morlanda anschließt ist das Hinterland westlich und südlich der Bucht, das Gebiet von sa Gruta, kaum bebaut. Im südwestlichen Bereich besitzt die Cala Morlanda mit der Caló d’en Rafalino eine kleinere Nebenbucht.
Am Nordufer der Cala Morlanda, durch das östliche Punta de sa Roca vom offenen Meer abgeschirmt, befindet sich die Badestelle der Siedlung Cala Morlanda, die sich halbkreisförmig um diesen Bereich der Bucht herumzieht. Da sich die Siedlung erhöht auf der die Bucht einrahmenden Kliffküste befindet, führen mehrere Treppen auf Meereshöhe hinab. Der etwa 30 Meter lange, begehbare Uferbereich der Badestelle ist durch Felsen und Steine charakterisiert, ab der Uferlinie zieht sich Sandboden ins Meer. Die Felsen des Uferbereiches der Cala Morlanda sind durch den Einfluss der Meeresbrandung stark strukturiert.

## Siedlung Cala Morlanda

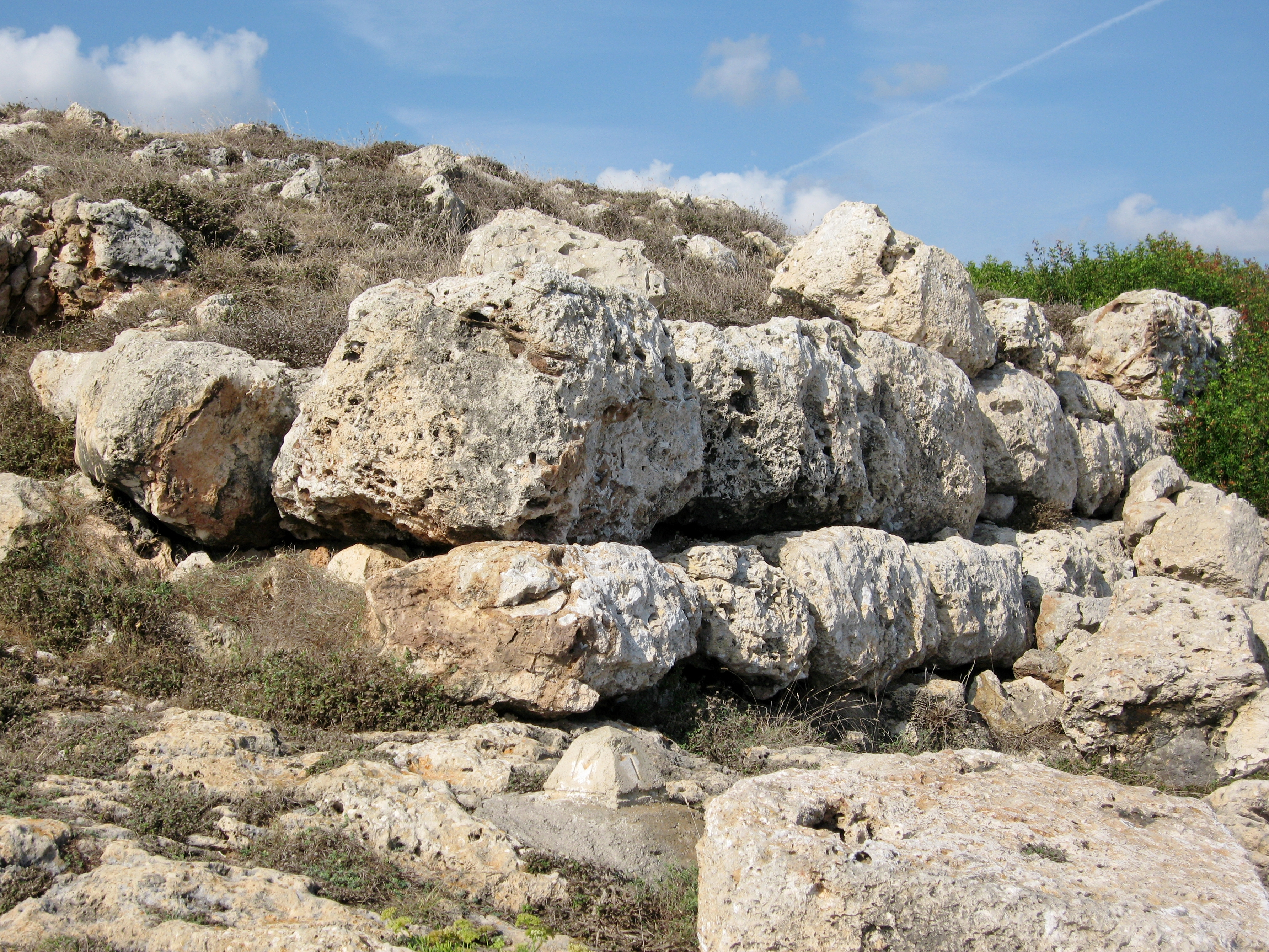
Talaiot von Cala Morlanda

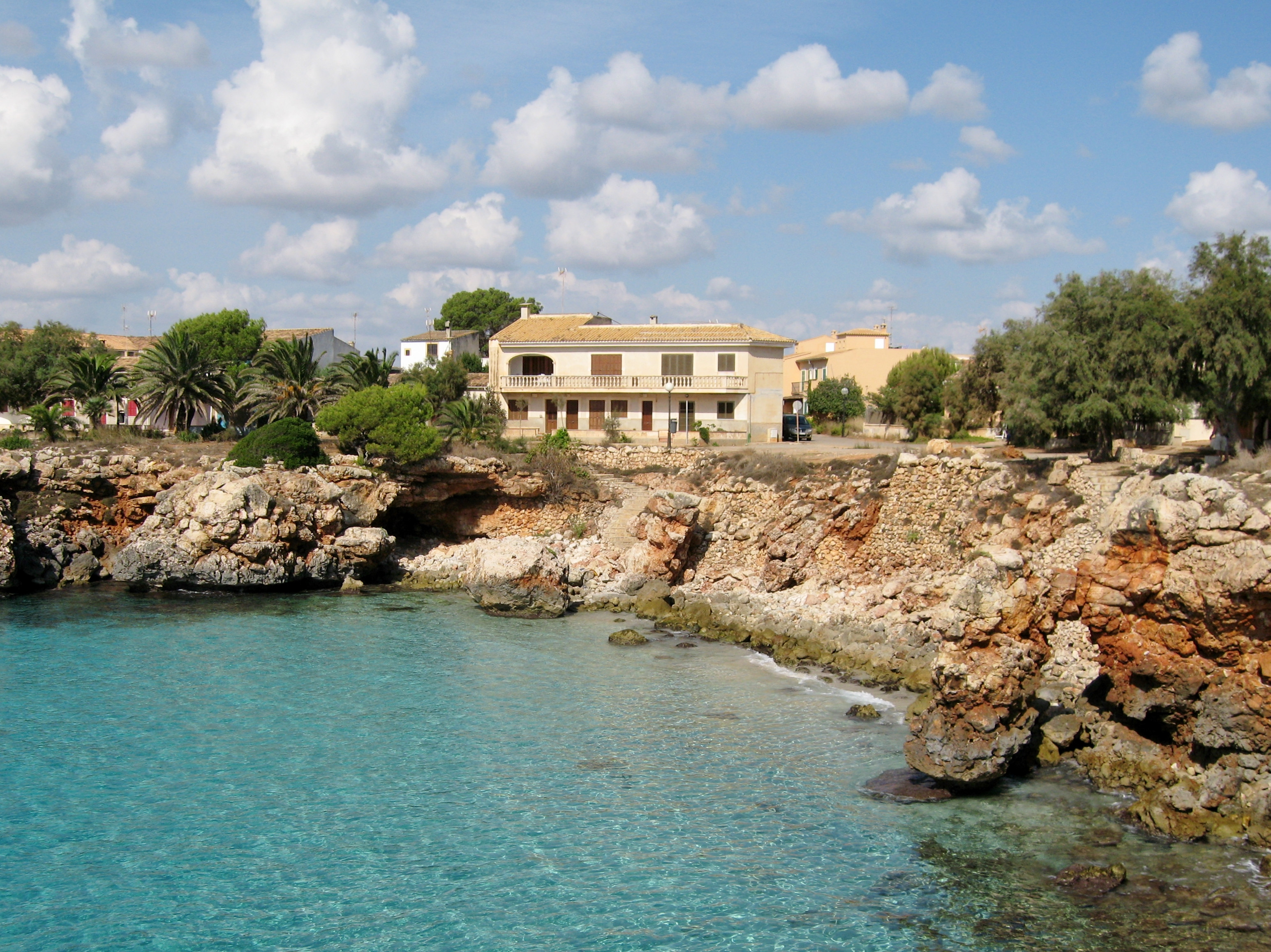
Badestelle der Siedlung

Die Ostküste Mallorcas an der Cala Morlanda war schon in prähistorischer Zeit besiedelt. Davon zeugen die Reste eines Talaiot, eines bronzezeitlichen Turmes der nach diesen Türmen benannten Talaiot-Kultur. Sie befinden sich direkt an der Küste, nördlich des Punta de sa Roca. Weitere Überbleibsel eines solchen Talaiot in der Nähe des Ortes liegen auf dem Gebiet von sa Gruta an der Straße nach Porto Cristo. Durch die räumliche Nähe beider Talaiots zu S’Illot an der Cala Moreia wird eine Verbindung zur talaiotischen Siedlung von S’Illot angenommen.

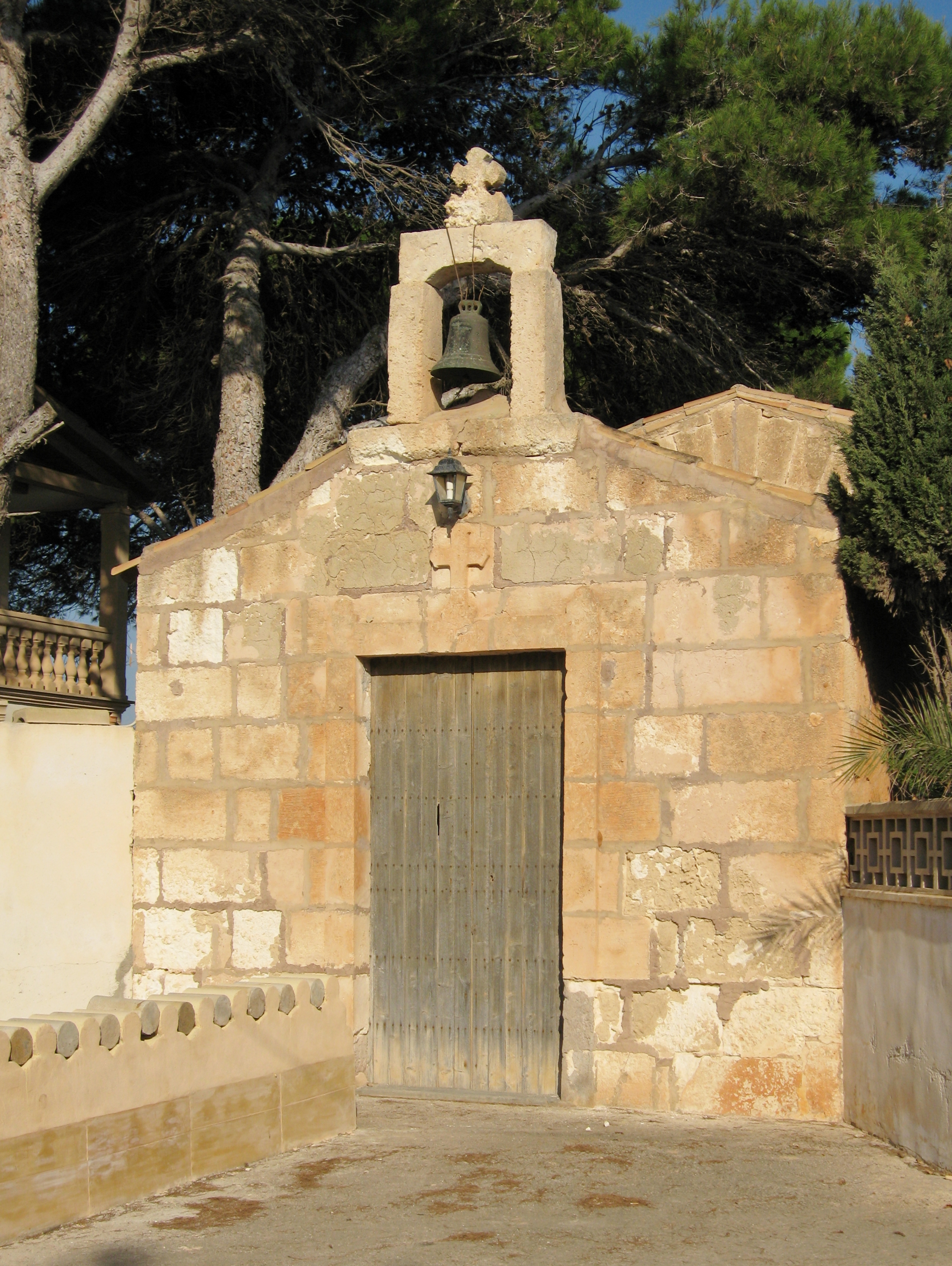
Kleine Kapelle

Die Siedlung oder Urbanisation (katalanisch Urbanització) von Cala Morlanda wurde im Jahr 1887 von Priestern aus Manacor gegründet. An der Nordwestseite der Bucht, zwischen den meist ein- oder zweigeschossigen Häusern des Ortes, befindet sich noch eine kleine Kapelle aus der Gründungszeit. Heute ist die Siedlung mit dem nördlich angrenzenden, zur Gemeinde Manacor gehörenden südlichen Teil von S’Illot praktisch zu einem Ort verschmolzen und wird statistisch auch mit diesem als S’Illot - Cala Morlanda gemeinsam erfasst. Beide hatten im Jahr 2007 zusammen 1758 Einwohner.
In Cala Morlanda fehlen Hochbauten, wie sie den Strand von S’Illot säumen. Die Häuser im „Finca-Stil“ stehen an einem schachbrettartig angelegten Straßennetz. Die Straßenzüge sind mit Tamarisken und Kiefern bestanden. Versorgungseinrichtungen oder Gaststätten sind kaum vorhanden, diese findet man in ausreichender Zahl im nördlich angrenzenden S’Illot. Die Siedlung reicht nach Osten bis an die felsige Küste zum offenen Meer. Einzige Badestelle ist die im Süden der Siedlung an der gleichnamigen Bucht.

## Zugang
Von der Hauptstraße MA-4023 zwischen Cala Millor und Porto Cristo zweigt am Kilometer 2,8 die Straße Camí de Cala Morlanda östlich in Richtung Meer zur Cala Morlanda und zur nördlich angrenzenden Siedlung ab. Weiterhin führen mehrere Siedlungsstraßen vom Nachbarort S’Illot nach Süden Richtung Cala Morlanda.